# Simon Harel
Pour les articles homonymes, voir Harel.

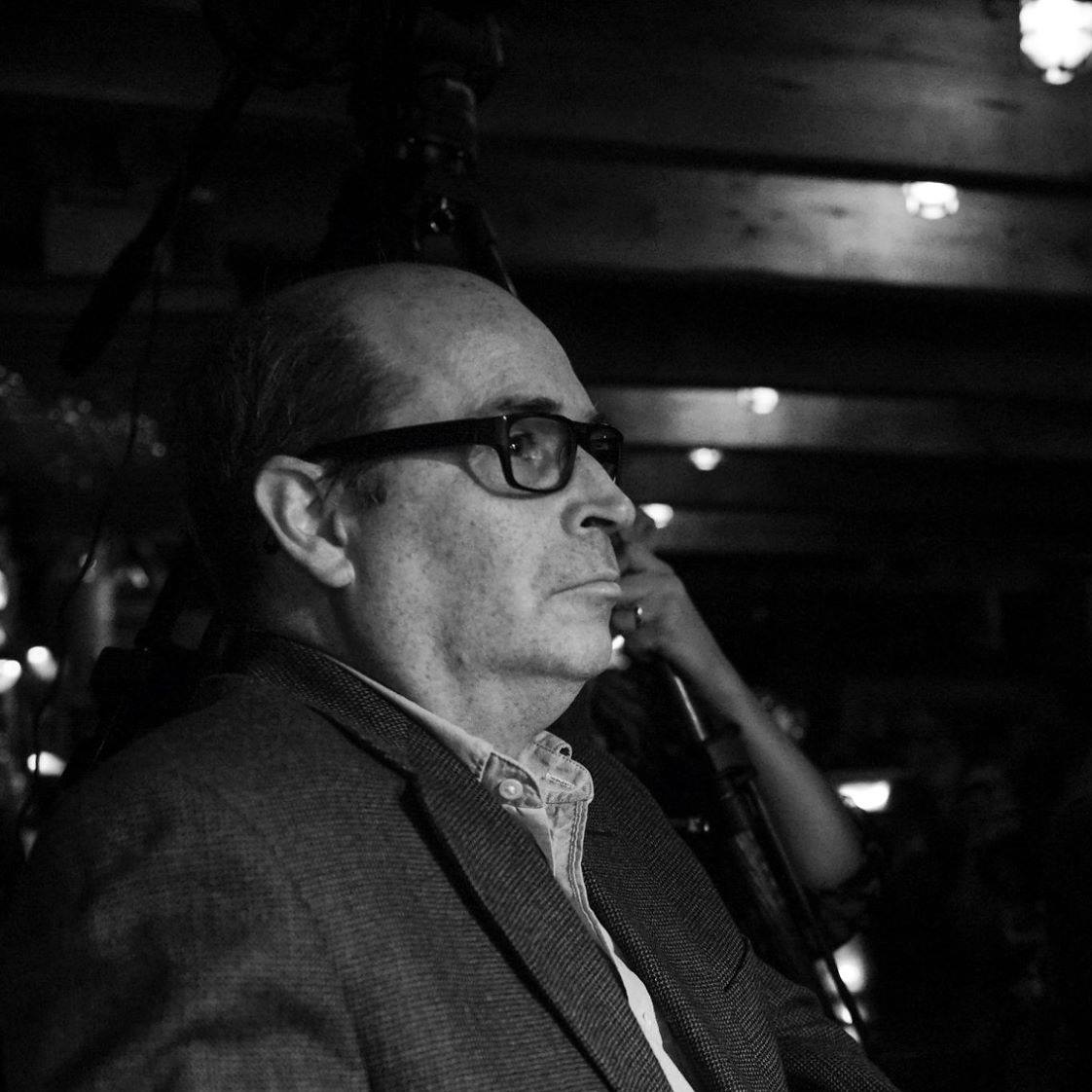

Simon Harel est un intellectuel québécois. Écrivain et essayiste, il est professeur titulaire de Littérature Comparée et codirecteur du Département de littératures et de langues du monde de l'Université de Montréal, où il dirige le Laboratoire sur les récits du soi mobile. Il a été professeur au Département d’études littéraires de l’Université du Québec à Montréal de 1989 à 2011.

## Cheminement académique et professionnel
À la fin des années 1970, Simon Harel poursuit des études de deuxième cycle à l’Université du Québec à Montréal. C’est au contact de professeurs comme Madeleine Gagnon qu’il développe un intérêt pour la psychanalyse, notamment par la fréquentation des œuvres de Catherine Clément, Jacques Lacan et René Major. À la suite de ses études montréalaises, il s'installe en France au début des années 1980 avec le projet de poursuivre des études de doctorat au Département de psychanalyse de l'Université de Vincennes. Il arrive toutefois à Vincennes quelques mois après la dissolution de l’École freudienne de Paris. Simon Harel complète alors un diplôme d’études approfondies (DEA) à l’Unité d’enseignement et de recherche de littérature française et comparée de l’Université Paris-VII avant d’y entreprendre, sous la direction de Julia Kristeva, des études doctorales en lettres. Sa thèse, déposée en 1986, s'intitule « L’écriture de la psychose dans les textes de Rodez d’Antonin Artaud ». L'intérêt de Simon Harel pour la psychanalyse croît tout au long de ses études universitaires. Ayant longtemps étudié les œuvres des psychanalystes français (dont Jacques Lacan, Serge Leclaire et René Major), c’est toutefois la psychanalyse anglaise qui le fascine, particulièrement la lecture que font les penseurs et écrivains français des théories de Melanie Klein, Wilfred Bion et Donald W. Winnicott.
De 1986 à 1988, Simon Harel complète, sous la direction de Régine Robin, un postdoctorat au Département de sociologie de l'UQAM. Il devient par la suite chercheur autonome, financé par les Fonds FCAR de 1988 à 1989, année où il est nommé professeur à l’UQAM. Au cours de ces années, il est  directeur scientifique et administratif d’un projet international de recherche sur « Les transferts culturels » sous l’égide du CIEC (Conseil international d’études canadiennes). Il est de plus associé de près  au projet Le soi et l’autre : l’énonciation de l’identité dans les contextes interculturels (2001-2006), financé par une subvention Grands travaux de recherche concertée du CRSH. À la fin des années 2000, Simon Harel est engagé à l'Université de Montréal aux titres de professeur titulaire et de directeur du département de littérature comparée.
En 2012, Simon  Harel obtient une subvention d’infrastructure dans le cadre du programme « Fonds des leaders » de la Fondation canadienne pour l’innovation (FCI). Cette subvention lui permet de mettre sur pied le Laboratoire sur les récits du soi mobile, plate-forme d’envergure internationale qui rassemble chercheurs de pointe, praticiens dans le domaine des arts et des lettres ainsi qu’étudiants et post-doctorants.
Sa nomination à la Société royale du Canada, Académie des arts, des lettres et des sciences humaines, et l’octroi d’un Prix Trudeau de la recherche ont couronné de nombreux travaux consacrés non seulement à la littérature migrante au Québec, mais aussi aux expressions du multiculturalisme et de l’interculturalité dans le domaine des lettres. Dans les années 1980, il  ouvre un nouveau champ de recherche en études littéraires et culturelles, étant l’un des premiers à préciser la singularité de l’expérience migratoire au Québec. Son ouvrage Le voleur de parcours, publié en 1989, Simon Harel remet en question une définition de la littérature québécoise conçue à partir de motifs identitaires d’appartenance et d’identité fondés sur une origine commune. Il fait valoir que la figure de l’étranger, entrevue comme passeur, doit permettre la rencontre des écritures migrantes et de la littérature québécoise. Près de trente ans plus tard, cet ouvrage est toujours reconnu comme l’un des livres les plus significatifs des années 1980 et 1990 dans le champ des études culturelles. En développant par la suite des appareils théoriques originaux pour traiter de l’écriture de l'altérité et de la relation qu’entretient l’individu face au territoire qu’il habite, Simon Harel accomplit un travail novateur dans le développement des études culturelles au Québec.

## Champs de recherche
Simon Harel est le directeur de nombreuses équipes de recherche interdisciplinaires, nationales et internationales. Ses travaux se situent dans le domaine des études culturelles, de la psychanalyse et de la littérature. Parmi ses domaines de recherche, signalons les formes contemporaines du récit de soi (autobiographie et autofiction); le multiculturalisme et l’interculturalité; la littérature québécoise contemporaine des communautés culturelles; la littérature française contemporaine; les relations entre psychanalyse et culture; les études culturelles; les théories du récit; les intersections des espaces psychique et géographique; les dialogues de l’architecture et de la littérature; les expressions de la méchanceté littéraire. Il est l’auteur de plus de quarante publications : des monographies (dont Été 65. Fictions du hobo qui paraîtra aux Éditions Nota bene en 2016 et Place à la littérature des Premières Nations à paraître en 2016 aux Éditions Mémoire d’encrier), des œuvres de fiction (dont une à paraître en 2016), des directions ou codirections de numéros de revue scientifique et 19 directions ou codirections d’ouvrages collectifs. Actif au Canada et à l’étranger, notamment en France et au Brésil où il poursuit des collaborations scientifiques de longue date. Simon Harel a publié plus de 150 chapitres de livre et articles dans des revues avec comité de lecture, en plus de présenter près de 400 communications et conférences au Canada et à l'étranger. Il a organisé près de 45 colloques et événements scientifiques en collaboration avec des collègues et en partenariat avec des organismes culturels et professionnels. Simon Harel a dirigé le Centre de recherche Cultures Arts Sociétés (CELAT) à l'UQÀM de 2001 à 2007 et assure depuis 1990 la direction de la collection «Théorie et littérature » aux Éditions XYZ. Il dirige une nouvelle collection, « Récits et médias autochtones » aux Presses de l’Université de Montréal.

## Le Laboratoire sur les Récits du Soi Mobile (LRSM)
Simon Harel fonde en 2012 Le Laboratoire sur les Récits du Soi Mobile (LRSM) qui est une infrastructure de recherche universitaire financée par la Fondation canadienne pour l'innovation. Il se compose d’une unité mobile, un camion équipé avec des outils de captation audiovisuels et d’une plateforme fixe, un studio d’écriture visuelle à l'Université de Montréal qui accueille les chercheurs de différentes disciplines. Le Laboratoire sur les récits du soi mobile (LRSM) se veut un lieu de convergence médiatique et culturel où des chercheurs et partenaires travaillent avec des outils de captation audiovisuels pour cerner les réalités et les enjeux de l’espace – urbain, imaginaire, identitaire, interculturel et politique – qui circonscrivent et fédèrent l’ensemble des sciences humaines. Le Laboratoire sur les récits du soi mobile (LRSM) fait partie des infrastructures de recherche de la Faculté des arts et des sciences.

## Prix et distinctions
- 2009 - Membre de la Société royale du Canada
- 2009 - Lauréat du prix Trudeau (2009-2012)
- 2006 - Récipiendaire, au nom du CELAT, du prix ACCA Nelson Mandela[6] pour la diversité et l'inclusion décerné par l'Association des communautés culturelles et des artistes (ACCA) dans le cadre du Mois de l'Histoire des Noirs
- 2006 - Finaliste pour le prix Victor-Barbeau de l’Académie des Lettres du Québec décerné au meilleur essai pour Les Passages obligés de l’écriture migrante
- 2006 - Finaliste pour le prix Spirale Eva-Le-Grand du meilleur essai pour Braconnages identitaires. Un Québec palimpseste
- 2004 - Inscription au Canadian Who's Who
- 2002 - Finaliste pour le prix Victor-Barbeau de l’Académie des Lettres du Québec décerné au meilleur essai pour Un boîtier d’écriture. Les lieux dits de Michel Leiris
- 1993 - Prix du Conseil des Arts de la Communauté urbaine de Montréal, catégorie littérature, décerné aux concepteurs du catalogue Antonin Artaud (Vice Versa : « Artaud », no 42, 1993).
- 1992 - Prix Gabrielle-Roy décerné aux auteurs de Montréal imaginaire. Ville et Littérature, sous la direction de Pierre Nepveu et Gilles Marcotte, Fides, 1992, 424 p.

## Publications

### Monographies
- Artaud, l'astre errant, Paris, Hermann, 2022.
- La rage de Naipaul. Essai-dictée, Montréal, Éditions Nota bene, 2014, 256 p.
- Méditations urbaines autour de la place Émilie-Gamelin, Sainte-Foy, Presses de l’Université Laval, coll. « InterCultures », 2013, 180 p.
- Habiter le défaut des langues. L’analyste, l’analysé, l’écrivain : Wilfred R. Bion, Montréal, XYZ Éditeur, coll. « Théorie et littérature », 2012, 276 p.
- Attention écrivains méchants, Sainte-Foy, Presses de l’Université Laval, coll. « InterCultures », 2010, 181 p.
- Espaces en perdition. Humanités jetables, tome II, Québec, Les Presses de l’Université Laval, coll. « InterCultures », 2008, 289 p.
- Espaces en perdition. Les lieux précaires de la vie quotidienne, tome I, Québec, Les Presses de l’Université Laval, coll. « InterCultures », 2007, 222 p.
- Braconnages identitaires. Un Québec palimpseste, Montréal, VLB Éditeur, coll. « Le soi et l’autre », 2006, 136 p.
- Les passages obligés de l’écriture migrante, Montréal, XYZ, coll. « Théorie et littérature », 2005, 252 p.
- Un boîtier d’écriture. Les lieux dits de Michel Leiris, Montréal, Trait d’union, coll. « Spirale », 2002, 146 p.
- La démesure de la voix. Parole et récit en psychanalyse, Montréal, Liber, 2001, 245 p.
- Le voleur de parcours. Identité et cosmopolitisme dans la littérature québécoise contemporaine (1989), Montréal, XYZ éditeur, réédition en collection de poche, 1999, 334 p.
- Le récit de soi, Montréal, XYZ éditeur, collection « Théorie et littérature », 1997, 250 p.
- L’écriture réparatrice. Le défaut autobiographique : Leiris, Crevel, Artaud, Montréal, XYZ, coll. « Théorie et littérature », 1994, 231 p.
- Vies et morts d’Antonin Artaud : le séjour à Rodez, Longueuil, Éditions du Préambule, coll. « L’Univers des discours », 1990, 343 p.

### Œuvre littéraire
- Le Regard long, recueil de poèmes illustré par Alain Médam, Montréal, Liber, 2002, 135 p.

### Directions et codirections d’ouvrages collectifs
- Le Quartier des spectacles et le chantier de l’imaginaire montréalais, co-directeur de publication (avec Laurent Lussier et Joël Thibert), Presses de l’Université Laval, collection « InterCultures », Québec, 2015, 217 p.
- La confiance altérée, codirecteur de publication (avec Fabienne Claire Caland et Katerine Gagnon), Sainte-Foy, Presses de l’Université Laval, coll. « InterCultures », 2013, 192 p.
- La survivance en héritage, passages de Janine Altounian au Québec, codirecteur de publication (avec Nellie Hogikyan et Michel Peterson), Sainte-Foy, Presses de l’Université Laval, coll. « InterCultures », 2012, 295 pages.
- Les figures du siège au Québec. Concertation et conflits en contexte minoritaire, codirecteur de publication (avec Isabelle St-Amand), Sainte-Foy, Presses de l’Université Laval, coll. « Intercultures », 2011, 305 p.
- Densité, intensité, tensions. L’urbanité montréalaise en question, directeur de publication (avec Jonathan Cha et Robert Schwartzwald), Montréal, Éditions de l’atelier, 2011, 79 p.
- Traces d’appartenances. De nouvelles avenues pour la recherche sur la construction des identités, codirecteur de publication (avec Caroline Désy et Annie Gérin), Montréal, Cahiers du CELAT à l’UQAM, 2010, 189 p.
- Confiance et langage, codirecteur de publication (avec Eliane Allouch, Jean-François Chiantaretto et Jean-Pierre Pinel), Paris, In Press Éditeurs, 2010, 216 p.

- Quel autre ? L’altérité en question, codirecteur de publication (avec Pierre Ouellet), Montréal, VLB Éditeur, coll. « Le soi et l’autre », 2007, 378 p.
- Lieux propices. L’énonciation des lieux/le lieu de l'énonciation dans les contextes francophones interculturels, codirecteur de publication (avec Adelaide Russo), Québec, Les Presses de l'Université Laval, coll. « InterCultures », 2005, 355 p.
- La mémoire inventée, codirecteur de publication (avec Caroline Désy et Sylvie Boyer), Montréal, Cahiers du CELAT à l’UQAM, 2003, 202 p.
- Brésil@Montréal. Penser les transferts culturels : pratiques et discours du pluralisme, codirecteur de publication (avec Zilà Bernd), livre CD-ROM des actes du colloque tenu à l’UQAM du 2 au 6 décembre 2002, 2003.
- Identités narratives. Mémoire et perception, codirecteur de publication (avec Pierre Ouellet, Jocelyne Lupien et Alexis Nouss), Québec, Presses de l’Université Laval, coll. « InterCultures », 2002, 323 p.
- L’infigurable, codirecteur de publication (avec Alexis Nouss et Michaël La Chance), Montréal, Liber, coll. « Bibliothèque Liber », 2000, 268 p.
- L’étonnement, codirecteur de publication (avec Francine Belle-Isle et Gabriel-Louis Moyal), Montréal, Liber, coll. « Espace de réflexion psychanalytique », 2000, 223 p.
- Le cabinet d’autofictions, codirecteur de publication (avec Alexandre Jacques et Stéphanie St-Amant), Cahiers du CELAT-UQAM, 2000, 217 p.
- Résonances. Dialogues avec la psychanalyse, directeur de publication, Montréal, Liber, 1999, 350 p.
- Antonin Artaud. Figures et portraits vertigineux, directeur de publication, Montréal, XYZ, coll. « Théorie et littérature », 1995, 297 p.
- L’étranger dans tous ses états : enjeux culturels et littéraires, directeur de publication, Montréal, XYZ, coll. « Théorie et littérature », 1992, 190 p.

### Articles et chapitres de livres récents (liste partielle)
- « Sur la banquette arrière d'un taxi montréalais. À propos de Cosmos (1996) », dans Études littéraires, Plus vite que le cœur des mortels, sous la direction de Pierre Popovic et d’Émilie Brière, Presses de l’Université Laval, Sainte-Foy, 2015, volume 45, numéro 2, été 2014, p. 63-72.
- « Préambule », dans Le Quartier des spectacles et le chantier de l’imaginaire montréalais, codirecteur de publication (avec Joël Thibert et Laurent Lussier), Presses de l’Université Laval, Québec, collection « InterCulture », 2015, p. XI-XII.
- « Le Quartier des spectacles, témoignage d’une architecture horizontale montréalaise ? », dans Le Quartier des spectacles et le chantier de l’imaginaire montréalais, codirecteur de publication (avec Joël Thibert et Laurent Lussier), Presses de l’Université Laval, Québec, collection « InterCulture», 2015, p. 157-184.
- « L’arrière-pays dans quelques œuvres de Pierre Yergeau et Milton Hatoum », dans Envisager les rencontres transculturelles Brésil-Canada, sous la direction de Patrick Imbert et de Zilá Bernd, Québec, Presses de l’Université Laval, collection « Américana », 2015, p. 163-176.
- « O interior da América em algumas obras de Pierre Yergeau e Milton Hatoum » (traduction brésilienne), dans Gerenciando encontros transculturais Brasil-Canadá, sous la direction de Zilá Bernd, Porto Alegre, Tomo editorial, 2015, p. 25-38.
- « Le chant choral des villes », dans Représenter l'urbain : apports et méthodes, sous la direction de Sandra Breux, Jean-Pierre Collin, Catherine Gingras, Sainte-Foy, Presses de l’Université Laval, collection « Études urbaines », 2014, p. 9-41.
- « Les trahisons montréalaises dans Le manteau de la femme de l’Est », Canada and Beyond : A Journal of Canadian Literary and Cultural Studies : Alliances/transgressions/trahisons : Écritures des femmes au Canada et au Québec, 3.1-2 (2013), Université de Huelva; Université de Vigo: responsables de publication : Marie Carrière et Libe García Zarranz, p. 141-160.
- « Commerce de la langue et francophonie : quelles leçons peut-on tirer des Commonwealth Studies ? », dans Cerrados, v. 22, numéro 36, Brasilia, Potentiels de la littérature française – entre décadence et rénovation, 2013, p. 289-299.
- « Une géographie de l’exclusion ? Précarité et mobilité dans quelques lieux du Québec d’hier et d’aujourd’hui », dans Le roman migrant au Québec et en Scandinavie/ The Migrant Novel in Quebec and Scandinavia, sous la direction de Svante Lindberg, Frankfurt am Main, Peter Lang, coll. « Performativité, conflits signifiants et créolisation », 2013, p. 107-121.
- « La politique de la terre brûlée (Penthésilée de Kleist) », dans La confiance altérée, sous la direction de Simon Harel, Fabienne Claire Caland et Katerine Gagnon, Sainte-Foy, Presses de l’Université Laval, coll. « InterCultures », 2013, p. 73-83.
- « La mort des autres », La survivance en héritage. Passages de Janine Altounian au Québec (avec Nellie Hogikyan, Michel Peterson), Sainte-Foy, Presses de l’Université Laval, coll. « InterCultures », 2012, p. 215-273.
- « Capteurs d’errance » (avec Marie-Christine Lambert-Perreault), dans Le sujet dans la Cité : « Habiter en étranger. Lieux mouvements frontières », no 2, novembre 2011, p. 130-144.
- « Préface. Identités multiples, identités assiégées : un point de vue critique sur la contingence », dans Les figures du siège au Québec. Concertation et conflits en contexte minoritaire, sous la direction d’Isabelle St-Amand et Simon Harel, Sainte-Foy, Presses de l’Université Laval, coll. « InterCultures », 2011, p. 1-10.
- « De l’ambassade au bunker : quelques réflexions sur l’architecture-forteresse de la présence diplomatique américaine à Ottawa », dans Les figures du siège au Québec. Concertation et conflits en contexte minoritaire, sous la direction d’Isabelle St-Amand et Simon Harel, Sainte-Foy, Presses de l’Université Laval, coll. « InterCultures », 2011, p. 179-226.
- « L’universel singulier », dans Les Cahiers de la Fondation Trudeau, volume III, 2011, p. 100-132.
- « The Universal Singular », dans The Trudeau Foundation Papers, volume III, 2011, p. 91-117.
- « Fatalité de la parole : invective et irritation dans l’œuvre de Thomas Bernhard », dans Études littéraires : « Esthétiques de l’invective », vol. 39, no 2, hiver 2008, p. 59-83.
- « La méchanceté littéraire : les figures malaisées de l’autre en soi », dans Le Coq-Héron : « Figures de l’autre en soi », no 192, janvier 2008, p. 57-69.
- « Les loyautés conflictuelles de la littérature québécoise », dans Quebec Studies : « Textes, territoires, traduction : (dé)localisations / dislocations de la littérature anglo-québécoise », no 44, hiver 2007 / printemps 2008, p. 25-41.
- « Répercussions violentes. Échos de l’œuvre de Thomas Bernhard », dans Protée : « Échos et résonances », vol. 35, no 1, 2007, p. 17-27.
- « V.S. Naipaul. Une poétique de l’amertume », dans Ptah (Psychanalyse – Traversées – Anthropologie – Histoire) : « Géographie et histoire de la subjectivité », ARAPS 2003-2004, vol. 15, no 6, 2005, p. 179-198.
- « Braconagem: um novo modo de apropriação do lugar ? », traduction de Nubia Hanciau, dans Interfaces Brasil / Canadá, no 5, 2005, p. 211-230.
- « La chasse gardée du territoire québécois. 4. À la manière des tagueurs », dans Liberté, no 269, septembre 2005, p. 137-161.
- « La chasse gardée du territoire québécois. 3. Braconnages identitaires », dans Liberté, no 267, février 2005, p. 110-128.
- « L’ambiologie, forme contemporaine de la rumeur », dans Protée : « La rumeur », no sous la direction de Josias Semujanga, vol. 32, no 3, 2004, p. 9-24.
- « La chasse gardée du territoire québécois. 2. Un Québec palimpseste », dans Liberté, no 266, décembre 2004, p. 105-117.
- « La chasse gardée du territoire québécois », dans Liberté, no 265, septembre 2004, p.73-87.